# Le Lorey

Le Lorey este o comună în departamentul Manche, Franța. În 1 ianuarie 2022 avea o populație de 570 de locuitori.